# Антонио Касас
Антонио Касас (на испански: Antonio Casas) е испански актьор и футболист.
Роден е на 11 ноември 1911 година в Ла Коруня. Първоначално е футболист и играе в клуба „Атлетико Мадрид“, но от 1941 година работи в киното. През следващите десетилетия участва в множество продукции и е известен с ролите си във филми като „Cerca del cielo“ (1951), „Nunca pasa nada“ (1965), „Добрият, лошият и злият“ („Il buono, il brutto, il cattivo“, 1966), „Лице в лице“ („Faccia a faccia“, 1967).
Антонио Касас умира на 14 февруари 1982 година в Мадрид.

## Избрана филмография
- „Cerca del cielo“ (1951)
- „Nunca pasa nada“ (1965)
- „Добрият, лошият и злият“ („Il buono, il brutto, il cattivo“, 1966)
- „Лице в лице“ („Faccia a faccia“, 1967)
- „Тристана“ („Tristana“, 1970)